# Pietro Zanfrognini
Pietro Zanfrognini (San Prospero, 8 maggio 1885 – Modena, 1942) è stato un poeta, filosofo e pittore italiano, tra i fondatori del movimento mistico italiano della prima metà del novecento.

## Biografia

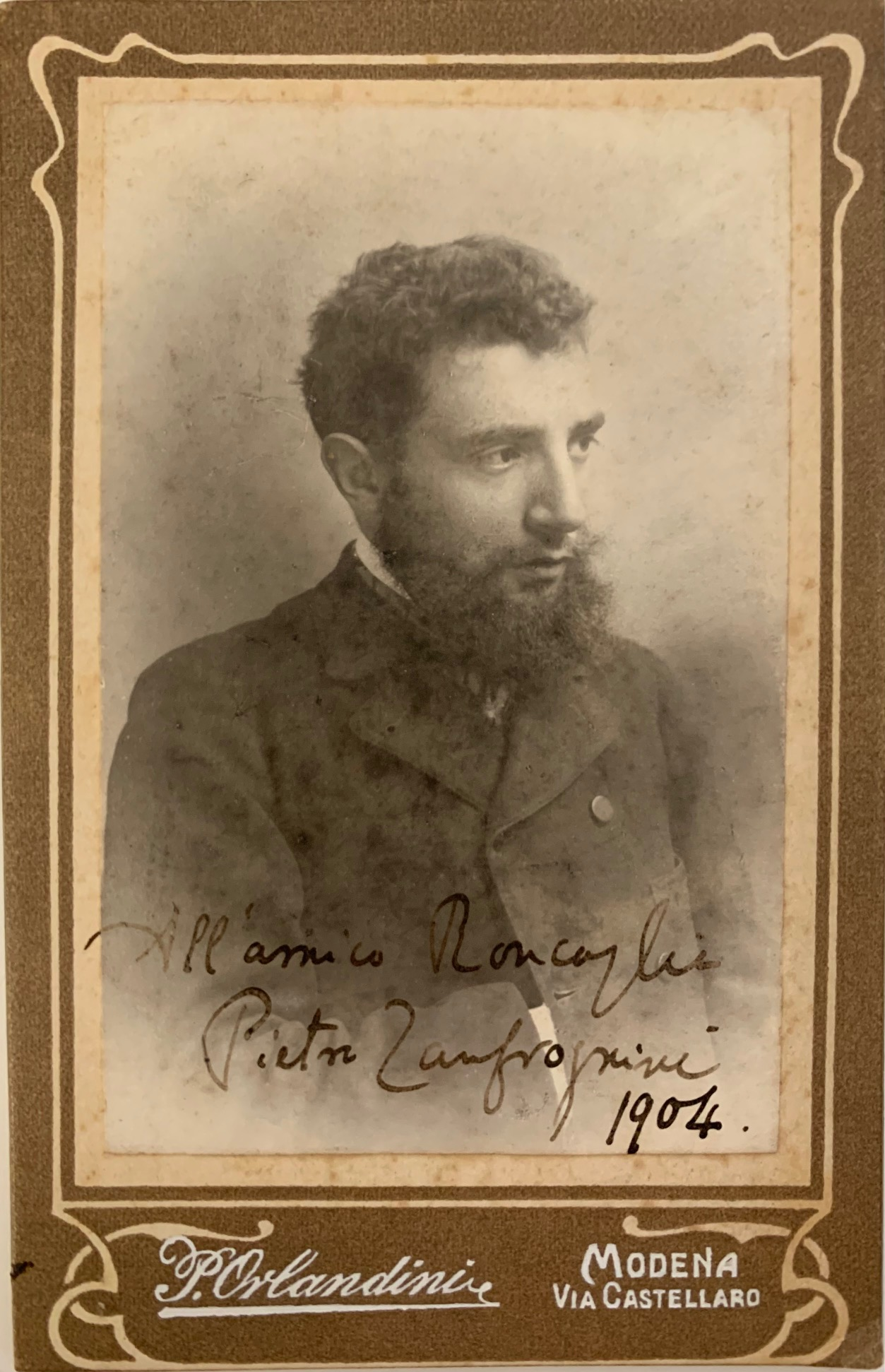
Pietro Zanfrognini, all'età di 19 anni. Dedica dello stesso al musicologo e critico musicale, Gino Roncaglia

Nasce l’8 maggio del 1885, in una famiglia di possidenti terrieri della bassa modenese, nel piccolo villaggio di Staggia, nel comune di San Prospero. Inizia i suoi studi presso il prestigioso Liceo San Carlo di Modena, studi che poi proseguirà presso l’Università di Firenze prima e quella di Bologna poi. Qui conosce Giovanni Pascoli (con il quale rimase in rapporti per tutta la vita), ne segue le lezioni e  ne diviene, ben presto, uno degli studenti prediletti. È di questi anni anche l’amicizia con Giovanni Papini e la conoscenza con Benedetto Croce. Si laurea nel primo decennio del novecento con una tesi sulle fonti dell’Apocalisse che poi svilupperà in seguito nella sua opera Evangelo secondo Giovanni pubblicato da Laterza nel 1928. Nel 1919 si sposa con Valentina Trova dalla quale avrà due figli, Gino ed il giornalista, Giancarlo. Fu tra i collaboratori de La Voce durante il periodo più battagliero della rivista, collaborò anche con numerose altre riviste fra le quali Ultra, la rivista fiumana Delta e Lo Spettatore Italiano. Cugino di Antonio Delfini, che a lui si riferisce nei suoi Diari, come lo zio Pierino (per la differenza d’età), fu una figura di riferimento sia per il giovane Antonio che per il suo amico Ugo Guandalini, il futuro editore Guanda che gli dedicò il suo primo romanzo (Adamo, Modena, Guanda, 1933).
È all’ombra del bosco del Casino Zanfrognini, la villa di famiglia a Staggia di San Prospero che Zanfrognini, Delfini e Guanda parlano dell’idea della pubblicazione della rivista Ariete che uscita nel 1927, venne chiusa immediatamente dalla censura fascista, proprio per un articolo di Zanfrognini, non prima però, di aver lasciato un'impronta importante nel panorama culturale modenese. Del resto, gli intenti di Ariete, come scrive lo stesso Antonio Delfini a Pannunzio: “di scuotere l'apatia di tutte le cose nelle quali sono immersi i cosiddetti italiani d'oggi” ricordano, in buona parte, le critiche rivolte da Zanfrognini al panorama culturale modenese, in un suo articolo apparso su La Voce nel 1909:
Parallelamente alla sua attività letteraria, nel 1926 inizia ad insegnare filosofia presso il Liceo San Carlo di Modena ma dopo pochi anni, nel 1932, lascia l’insegnamento ritirandosi, definitivamente, in campagna per concentrarsi completamente nella sua riflessione filosofica. Sono anni in cui Pietro Zanfrognini affina anche le sue capacità pittoriche stringendo amicizia con i pittori Elpidio Bertoli e Giovanni Costetti. Come attesta la fitta corrispondenza con Ugo Guandalini, conservata presso la Biblioteca Estense Universitaria di Modena, Pietro partecipa, appoggiando l'iniziativa attivamente, la nascita della casa editrice Guanda, arrivando, lui autore conosciuto, ad abbandonare Laterza e Carabba, per mettere a disposizione del giovane amico, nel 1933, la sua opera Cristianesimo e Psicanalisi che diviene, così, la prima opera edita dalla Guanda Editore. In più Zanfrognini si prodiga, con le proprie credenziali, per favorire Guandalini, sia presso gli ambienti dell’esoterismo cattolico (Nicola Moscardelli, Arturo Onofri, Girolamo Comi), sia presso Ernesto Buonaiuti e la sua cerchia, fornendogli così nuovi titoli da pubblicare. Con il passare degli anni, Zanfrognini inizia a ritirarsi, sempre di più, a vita meditativa, rinunciando agli appuntamenti mondani e letterari, tanto da diminuire anche la visite agli amici più cari come Giovanni Papini, Ada Negri, Ernesto Bonaiuti e Giuseppe Antonio Borgese che sono ora costretti a scrivergli o a fargli visita a Staggia per sentirlo e vederlo. Papini in questi anni conia per lui il nome di “Il solitario di Staggia” e per il Casino Zanfrognini quello di “Eremo di Staggia” .  Una parte della sua corrispondenza con numerosi personaggi del panorama culturale italiano ed europeo come Giovani Pascoli, Benedetto Croce, Giovanni Papini, Antonio Borgese, Ada Negri, Achille Campanile, Ernesto Bonaiuti, Carrera, Julius Evola, Giulio Bariola, Giuseppe Prezzolini, Miguel de Unamuno, Gino Roncaglia e molti altri, è oggi conservata presso la Biblioteca Estense Universitaria di Modena, assieme a numerosi suoi manoscritti. Pietro Zanfrognini morì a Staggia di San Prospero nel 1942 a causa di un’improvvisa emorragia cerebrale.

## Opere
Dopo le prime pubblicazioni nelle quali analizza alcuni aspetti dell’Apocalisse, Di due inavvertite fonti apocalittiche della Divina Commedia (Modena, Ferraguti, 1911) e L’Anticristo e la fine del mondo (Modena, Ferraguti, 1912), Pietro Zanfrognini raccoglie per la stampa una raccolta di componimenti poetici che però fatica a pubblicare. Finalmente nel 1917 l’opera vede la luce con il titolo Canti d’Avanti Giorno (Ferrara, Taddei e Figli, 1917). Il volume ottiene un notevole successo ed incontra il favore della critica, ma Zanfrognini, invece di proseguire sulla strada della poesia, abbandona quest’ultima, a favore di una riflessione filosofica incentrata sull’analisi interiore che in lui si fa sempre più impellente. Nel 1922 pubblica, così, il suo Itinerario di uno Spirito che si cerca, (1912 – 1919). Seguono i Dialoghi di creature nel 1925 e Le vie del Sublime nel 1926. La sua continua ricerca delle basi mistiche del Cristianesimo, attraverso anche le dottrine filosofiche orientali nella rilettura di Arthur Schopenhauer e agli studi di Rudolf Steiner, portano Zanfrognini all’estreme conseguenze dello sviluppo, nelle sue opere più mature, di teorie sincretiste, che raggiungono la compiutezza nel suo studio Azione e contemplazione: vie orientali, vie occidentali, la via del 1931. La sua natura di cristiano critico e artefice di una sua personale religiosità, lo portò fin dall’inizio del suo percorso filosofico, a scontrarsi con gli ambienti più conservatori del mondo cattolico ed in particolare con gli ambienti dei gesuiti con i quali ebbe una forte polemica. Questo non gli impedì, però, di aver la stima di personalità importanti del mondo cattolico come attesta, ad esempio, la corrispondenza proveniente dall’Inghilterra, con don Luigi Sturzo.

## Opere principali
- Di due inavvertite fonti apocalittiche della Divina Commedia, Modena, Ferraguti, 1911
- L’Anticristo e la fine del mondo, Modena, Ferraguti, 1912
- Canti d’Avanti Giorno, Ferrara, Taddei e Figli, 1917
- Itinerario di uno Spirito che si cerca, (1912 – 1919), Modena, Vincenzi e nipoti, [1922]
- Dialoghi di creature, Foligno, F. Campitelli, 1925
- Le Vie del Sublime, Torino, Bocca, 1926
- Da Talete a Noi, Lanciano, G. Carabba, 1927
- L’Evangelo secondo Giovanni, Bari, Laterza, 1928
- Azione e contemplazione: vie orientali, vie occidentali, la via, Bari, Laterza, 1931
- Esercizi spirituali, culto interiore, Lanciano, G. Carabba, 1932
- Cristianesimo e Psicanalisi, Modena, Guanda, 1933
- Il problema spirituale della pittura d’oggi, Modena, Guanda, 1934